# バンクーバー市長
バンクーバー市長（英: Mayor of Vancouver）は、カナダ・ブリティッシュコロンビア州バンクーバー市の首長（市長）である。
| 任期            | 氏名                                   | 政党                       |
| --------------- | -------------------------------------- | -------------------------- |
| 1886年 - 1887年 | マルコム・アレクサンダー・マクリーン   | 無所属                     |
| 1888年 - 1891年 | デイヴィッド・オッペンハイマー         | 無所属                     |
| 1892年 - 1893年 | フレデリック・コープ                   | 無所属                     |
| 1894年          | ロバート・アレクサンダー・アンダーソン | 無所属                     |
| 1895年 - 1896年 | ヘンリー・コリンズ                     | 無所属                     |
| 1897年          | ウィリアム・テンプルトン               | 無所属                     |
| 1898年 - 1900年 | ジェームズ・F・ガーデン                | 無所属                     |
| 1901年          | トーマス・タウンリー                   | 無所属                     |
| 1902年 - 1903年 | トーマス・ニーランズ                   | 無所属                     |
| 1904年          | ウィリアム・J・マッギガン              | 無所属                     |
| 1905年 - 1906年 | フレデリック・バスカム                 | 無所属                     |
| 1907年 - 1908年 | アレクサンダー・ベスーン               | 無所属                     |
| 1909年          | チャールズ・S・ダグラス                | 無所属                     |
| 1910年 - 1911年 | ルイス・デニソン・テイラー             | 無所属                     |
| 1912年          | ジェームズ・フィンドレイ               | 無所属                     |
| 1913年 - 1914年 | トルーマン・スミス・バクスター         | 無所属                     |
| 1915年          | ルイス・デニソン・テイラー             | 無所属                     |
| 1915年 - 1917年 | マルコム・ピーター・マクベス           | 無所属                     |
| 1918年 - 1921年 | ロバート・ヘンリー・オトリー・ゲイル   | 無所属                     |
| 1922年 - 1923年 | チャールズ・エドワード・ティズダル     | 無所属                     |
| 1924年          | ウィリアム・リード・オウエン           | 無所属                     |
| 1925年 - 1928年 | ルイス・デニソン・テイラー             | 無所属                     |
| 1929年 - 1930年 | ウィリアム・ハロルド・モルキン         | 無所属                     |
| 1931年 - 1934年 | ルイス・デニソン・テイラー             | 無所属                     |
| 1935年 - 1936年 | ジェラルド・グラタン・マッギアー       | 無所属                     |
| 1937年 - 1938年 | ジョージ・クラーク・ミラー             | 無所属                     |
| 1939年 - 1940年 | ジェームズ・ライル・テルフォード       | 無所属                     |
| 1941年 - 1946年 | ジョナサン・ウェブスター・コーネット   | NPA                        |
| 1947年          | ジェラルド・グラタン・マッギアー       | NPA                        |
| 1947年 - 1948年 | チャールズ・E・ジョーンズ              | NPA                        |
| 1948年          | ジョージ・クラーク・ミラー（代理）     | NPA                        |
| 1949年 - 1950年 | チャールズ・エドウィン・トンプソン     | NPA                        |
| 1951年 - 1958年 | フレデリック・ヒューム                 | NPA                        |
| 1959年 - 1962年 | A・トーマス・オルズベリー              | 無所属                     |
| 1963年 - 1966年 | ウィリアム・ラティ                     | NPA                        |
| 1967年 - 1972年 | トム・キャンベル                       | 無所属、のちNPA            |
| 1972年 - 1976年 | アート・フィリップス                   | TEAM                       |
| 1976年 - 1980年 | ジャック・ヴォルリッチ                 | TEAM、のち無所属           |
| 1980年 - 1986年 | マイケル・ハーコート                   | 無所属                     |
| 1986年 - 1993年 | ゴードン・キャンベル                   | NPA                        |
| 1993年 - 2002年 | フィリップ・オウエン                   | NPA                        |
| 2002年 - 2005年 | ラリー・キャンベル                     | COPE、のちVision Vancouver |
| 2005年 - 2008年 | サム・サリヴァン                       | NPA                        |
| 2008年 - 現在   | グレガー・ロバートソン                 | Vision Vancouver           |